# Caleta Matamala
Die Caleta Matamala (spanisch) ist eine Bucht im Nordwesten von Half Moon Island im Archipel der Südlichen Shetlandinseln. 
Chilenische Wissenschaftler benannten sie nach Carlos Matamala Simmonds, Hubschrauberpilot an Bord der Piloto Pardo zur Rettung des auf Grund gelaufenen Schiffs Lindblad Explorer in der Admiralty Bay im Jahr 1972.